# 列尔斯
列尔斯，是西班牙加泰罗尼亚赫罗纳省的一个市镇。总面积21平方公里，总人口1229人（2013年），人口密度58人/平方公里。